# Прийма Федір Якович
Прийма Федір Якович (8 (21) лютого 1909, станиця Ахтанізовська, Таманський[джерело?] відділ, Кубанська область — 20 квітня 1993, Санкт-Петербург) — радянський і російський літературознавець. Доктор філологічних наук, заслужений діяч науки РРФСР, лауреат Ленінської (1964) і Шевченківської (1966) премій.
Народився в сім'ї козака Кубанського козачого війська. Навчався в станичної церковно-парафіяльній, потім радянській школі. З 1927 року — студент Краснодарського педагогічного технікуму, в 1929 вступив на суспільно-літературне відділення Краснодарського педагогічного інституту, який закінчив у 1932 році. Після чотирирічної роботи викладачем російської мови і літератури в 1936 вступив до аспірантури Ленінградського педагогічного інституту ім. О. І. Герцена. У 1938—1939 заарештований за доносом органами НКВД і перебував під слідством «за участь в змові проти К. Є. Ворошилова». За відсутністю доказів справу припинено, Ф. Я. Прийма відновлений в правах. У червні 1941 року захистив кандидатську дисертацію «Лев Толстой у французькій літературі XIX століття».
На початку липня 1941 пішов добровольцем на фронт. Служив рядовим, потім сержантом в артилерійській розвідці. Учасник прориву і зняття блокади Ленінграда, Виборзькій наступальній операції, звільнення Прибалтики і Східної Пруссії.
Демобілізований в листопаді 1945 року, повернувся в Ленінград. З 1945 по 1990 рік — співробітник Інституту російської літератури АН СРСР (ИРЛИ). У 1946—1951 роках працював в Державній публічній бібліотеці ім. М. Є. Салтикова-Щедріна головним бібліотекарем Відділу рукописів. У 1947 році присвоєно звання старшого наукового співробітника.
У 1961 році захистив докторську дисертацію «Шевченко і російська література XIX ст.». У Пушкінському Домі працював у Відділі нової російської літератури, в 1978—1986 роках завідував цим відділом. З 1965 по 1978 рік був заступником директора ИРЛИ, а в 1975—1977 виконував обов'язки директора. Член редколегії журналу «Російська література» (1958—1988) і один з активних учасників цього видання. Головний редактор серії «Бібліотека поета» з 1971 до 1984 рік, змінив на цій посаді В. М. Орлова.